# Rubén Ramírez Hidalgo
Rubén Ramírez Hidalgo (* 6. Januar 1978 in Alicante) ist ein ehemaliger spanischer Tennisspieler.

## Leben und Karriere
Obwohl Ramírez Hidalgo nie ein ATP-World-Turnier gewann, konnte er auf Sand konstante Erfolge feiern. Sein bestes Resultat war das Erreichen des Achtelfinals bei den French Open 2006. Ihm stehen Siege über Topspieler wie Guillermo Coria und Gastón Gaudio bzw. James Blake auf deren Lieblingsbelägen Sand bzw. Hartplatz zu Buche. In der Saison 2007 erreichte Ramírez Hidalgo mit Albert Montañés im Februar drei Endspiele in Doppelkonkurrenzen in Folge. Gemeinsam standen sie in den Finals von Viña del Mar, Costa do Sauípe und Buenos Aires.
2008 konnte er beim Masters-Turnier in Monte Carlo beinahe den damaligen Weltranglistenersten Roger Federer besiegen. Nach mit 1:6 verlorenem ersten Satz konnte er den zweiten Satz mit 6:3 gewinnen. Im Entscheidungssatz lag Ramírez Hidalgo bereits 5:1, 30:15 in Führung, schaffte es aber nicht den Aufschlag durchzubringen und verlor noch 6:7. 2011 besiegte er bei den French Open den an 19 gesetzten Marin Čilić in der ersten Runde. Durch gute Resultate auf der Challenger Tour etablierte er sich in den Top 100 der Weltrangliste. Er gewann insgesamt 32 Titel auf der Tour, davon 11 im Einzel und 21 im Doppel. Seine Einzeltitel sicherte er sich zwischen 2002 und 2013, die Doppelturniere gewann er im Zeitraum von 2004 bis 2016. Er beendete im September 2017 seine Karriere.

## Erfolge
| Legende (Anzahl der Siege)                  |
| Grand Slam                                  |
| ATP World Tour Finals                       |
| ATP World Tour Masters 1000                 |
| ATP World Tour 500                          |
| ATP International Series ATP World Tour 250 |
| ATP Challenger Tour (32)                    |

### Einzel

#### Turniersiege
| Nr. | Datum             | Turnier         | Belag     | Finalgegner           | Ergebnis         |
| --- | ----------------- | --------------- | --------- | --------------------- | ---------------- |
| 1.  | 8. September 2002 | Brașov          | Sand      | Lovro Zovko           | 2:6, 6:1, 7:5    |
| 2.  | 12. Oktober 2002  | Barcelona       | Sand      | Albert Portas         | 4:6, 6:4, 6:1    |
| 3.  | 6. Juli 2003      | Košice (1)      | Sand      | Tomáš Zíb             | 6:3, 4:6, 6:4    |
| 4.  | 29. Mai 2005      | Ljubljana       | Sand      | Massimo Dell’Acqua    | 6:72, 5:2 aufgg. |
| 5.  | 20. Januar 2008   | La Serena       | Sand      | David Marrero         | 6:3, 6:1         |
| 6.  | 14. März 2010     | Rabat           | Sand      | Marcel Granollers     | 6:4, 6:4         |
| 7.  | 12. Juni 2010     | Košice (2)      | Sand      | Filip Krajinović      | 6:3, 6:2         |
| 8.  | 10. Juli 2010     | Pozoblanco      | Hartplatz | Roberto Bautista Agut | 7:66, 6:4        |
| 9.  | 8. April 2012     | San Luis Potosí | Sand      | Paolo Lorenzi         | 3:6, 6:3, 6:4    |
| 10. | 6. Mai 2012       | Tunis           | Sand      | Jérémy Chardy         | 6:1, 6:4         |
| 11. | 21. April 2013    | Panama-Stadt    | Sand      | Alejandro González    | 6:4, 5:7, 7:64   |

### Doppel

#### Turniersiege
| Nr. | Datum              | Turnier           | Belag | Partner                      | Finalgegner                            | Ergebnis           |
| --- | ------------------ | ----------------- | ----- | ---------------------------- | -------------------------------------- | ------------------ |
| 1.  | 12. September 2004 | Brașov            | Sand  | Salvador Navarro             | Juan Pablo Brzezicki Juan Pablo Guzmán | 6:3, 6:2           |
| 2.  | 28. August 2005    | Genf              | Sand  | Santiago Ventura             | Stéphane Bohli Roman Valent            | 6:3, 7:5           |
| 3.  | 8. April 2006      | Monza             | Sand  | Tomas Tenconi                | Leonardo Azzaro Christopher Kas        | 4:6, 6:4, [13:11]  |
| 4.  | 2. August 2008     | Timișoara         | Sand  | Daniel Muñoz de la Nava      | Adrian Cruciat Florin Mergea           | 3:6, 6:4, [11:9]   |
| 5.  | 27. September 2008 | Bukarest          | Sand  | Santiago Ventura             | Andrea Arnaboldi Máximo González       | 6:3, 5:7, [10:6]   |
| 6.  | 14. März 2009      | Rabat             | Sand  | Santiago Ventura             | Michael Kohlmann Philipp Marx          | 6:4, 7:65          |
| 7.  | 22. März 2009      | Marrakesch        | Sand  | Santiago Ventura             | Alberto Martín Daniel Muñoz de la Nava | 6:3, 7:65          |
| 8.  | 29. März 2009      | Barletta          | Sand  | Santiago Ventura             | Pablo Cuevas Luis Horna                | 7:61, 6:2          |
| 9.  | 31. Mai 2009       | Alessandria       | Sand  | José Antonio Sánchez de Luna | Martín Alund Guillermo Hormazábal      | 6:4, 6:2           |
| 10. | 7. Juni 2009       | Fürth             | Sand  | Santiago Ventura             | Simon Greul Alessandro Motti           | 4:6, 6:1, [10:6]   |
| 11. | 13. Juni 2009      | Košice            | Sand  | Santiago Ventura             | Dominik Hrbatý Martin Kližan           | 6:2, 7:65          |
| 12. | 18. Oktober 2009   | Asunción          | Sand  | Santiago Ventura             | Máximo González Eduardo Schwank        | 6:3, 7:65          |
| 13. | 20. Juni 2010      | Mailand           | Sand  | Daniele Bracciali            | Jeff Coetzee Jamie Cerretani           | 6:4, 7:5           |
| 14. | 22. August 2010    | San Sebastián     | Sand  | Santiago Ventura             | Brian Battistone Andreas Siljeström    | 6:4, 7:63          |
| 15. | 24. Oktober 2010   | Santiago de Chile | Sand  | Daniel Muñoz de la Nava      | Nikola Ćirić Goran Tošić               | 6:4, 6:2           |
| 16. | 15. Mai 2011       | Zagreb            | Sand  | Daniel Muñoz de la Nava      | Franko Škugor Mate Pavić               | 6:2, 7:610         |
| 17. | 11. September 2011 | Sevilla           | Sand  | Daniel Muñoz de la Nava      | Gerard Granollers Adrián Menéndez      | 6:4, 6:74, [13:11] |
| 18. | 18. September 2011 | Banja Luka        | Sand  | Marco Crugnola               | Jan Mertl Matwé Middelkoop             | 7:63, 3:6, [10:8]  |
| 19. | 2. Oktober 2011    | Madrid            | Sand  | David Marrero                | Daniel Gimeno Traver Morgan Phillips   | 4:6, 7:68, [11:9]  |
| 20. | 30. Oktober 2011   | São Leopoldo      | Sand  | Franco Ferreiro              | Gastão Elias Frederico Gil             | 6:74, 6:3, [11:9]  |
| 21. | 3. September 2016  | Curitiba          | Sand  | Pere Riba                    | André Ghem Fabrício Neis               | 6:73, 6:4, [10:7]  |

#### Finalteilnahmen
| Nr. | Datum            | Turnier         | Belag | Partner         | Finalgegner                     | Ergebnis         |
| --- | ---------------- | --------------- | ----- | --------------- | ------------------------------- | ---------------- |
| 1.  | 4. Februar 2007  | Viña del Mar    | Sand  | Albert Montañés | Paul Capdeville Óscar Hernández | 6:4, 4:6, [6:10] |
| 2.  | 18. Februar 2007 | Costa do Sauípe | Sand  | Albert Montañés | Lukáš Dlouhý Pavel Vízner       | 2:6, 6:74        |
| 3.  | 25. Februar 2007 | Buenos Aires    | Sand  | Albert Montañés | Martín García Sebastián Prieto  | 4:6, 2:6         |